# 林可成
林可成（1538年—1591年），字志父（志甫），號竟宇，浙江寧波府鄞縣人，明朝政治人物。

## 生平
嘉靖三十七年（1558年）浙江鄉試第八十七名舉人，萬曆八年（1580年）庚辰科進士。兵部觀政，八月授河南太康县知县，十四年行取，十五年选授南京江西道試御史。萬曆十七年（1589年）二月，時任江西道御史的林可成與南京雲南道御史方萬策，交章彈劾吏部右侍郎徐顯卿，稱其排擠張位、沈一貫、李長春、韓世能等人，又指責其勾結富商，諂媚太監，行為不端，收受賄賂。朝廷命下吏部調查。徐顯卿上疏抗辯不成，遂連上三疏請求致仕，獲准。十九年请假歸省，卒于家，年五十三。

## 家族
曾祖父林必華；祖父林俊，曾任壽官；父親林應春，人称懷雲先生。母唐氏；繼母張氏。具庆下。弟可用、可望、可喬。